# Kamence, Brežice
Kamence je zaselek v Občini Brežice